# Прууна
Пру́уна (ест. Pruuna küla) — село в Естонії, у волості Тапа повіту Ляене-Вірумаа.

## Населення
Чисельність населення на 31 грудня 2011 року становила 38 осіб.

## Історія
З 24 жовтня 1991 до 21 жовтня 2005 року село входило до складу волості Легтсе.

## Відомі особи
У селі народився Артур Сірк (1990—1937), естонський політичний і військовий діяч, ветеран війни за незалежність Естонії, один із лідерів Естонського союзу учасників Визвольної війни.